# Todtenbruch
Koordinaten: 50° 40′ 41″ N, 6° 18′ 54″ O
Das Naturschutzgebiet Todtenbruch liegt auf dem Gebiet der Gemeinde Hürtgenwald im Kreis Düren in Nordrhein-Westfalen.
Das Gebiet erstreckt sich südwestlich des Kernortes von Hürtgenwald zwischen Roetgen im Südwesten und Vossenack und Nideggen im Nordosten. Südlich und östlich des Gebietes verläuft die B 399 und westlich die Landesstraße L 24.

## Bedeutung

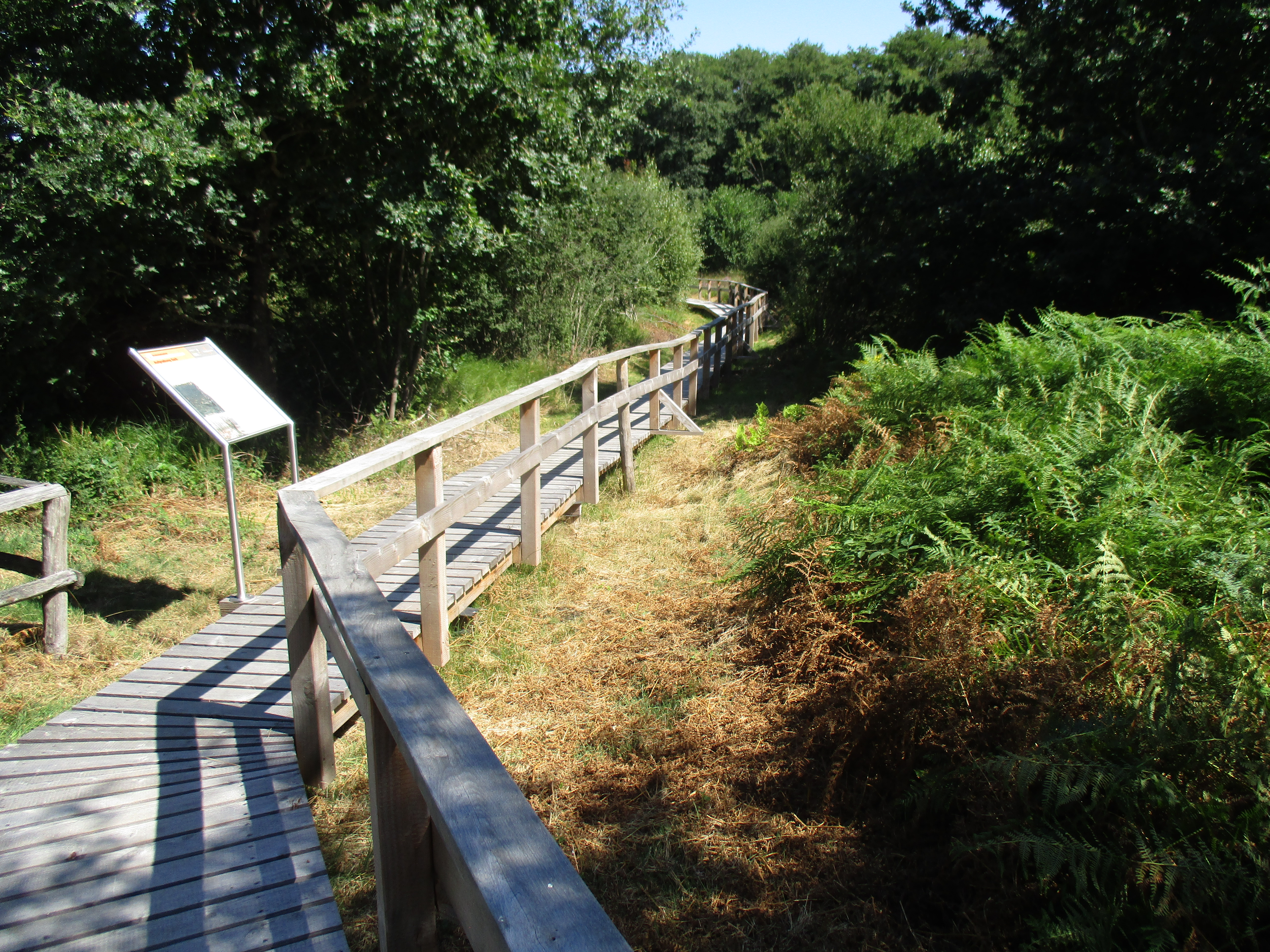
Eingang zum Bodenlehrpfad

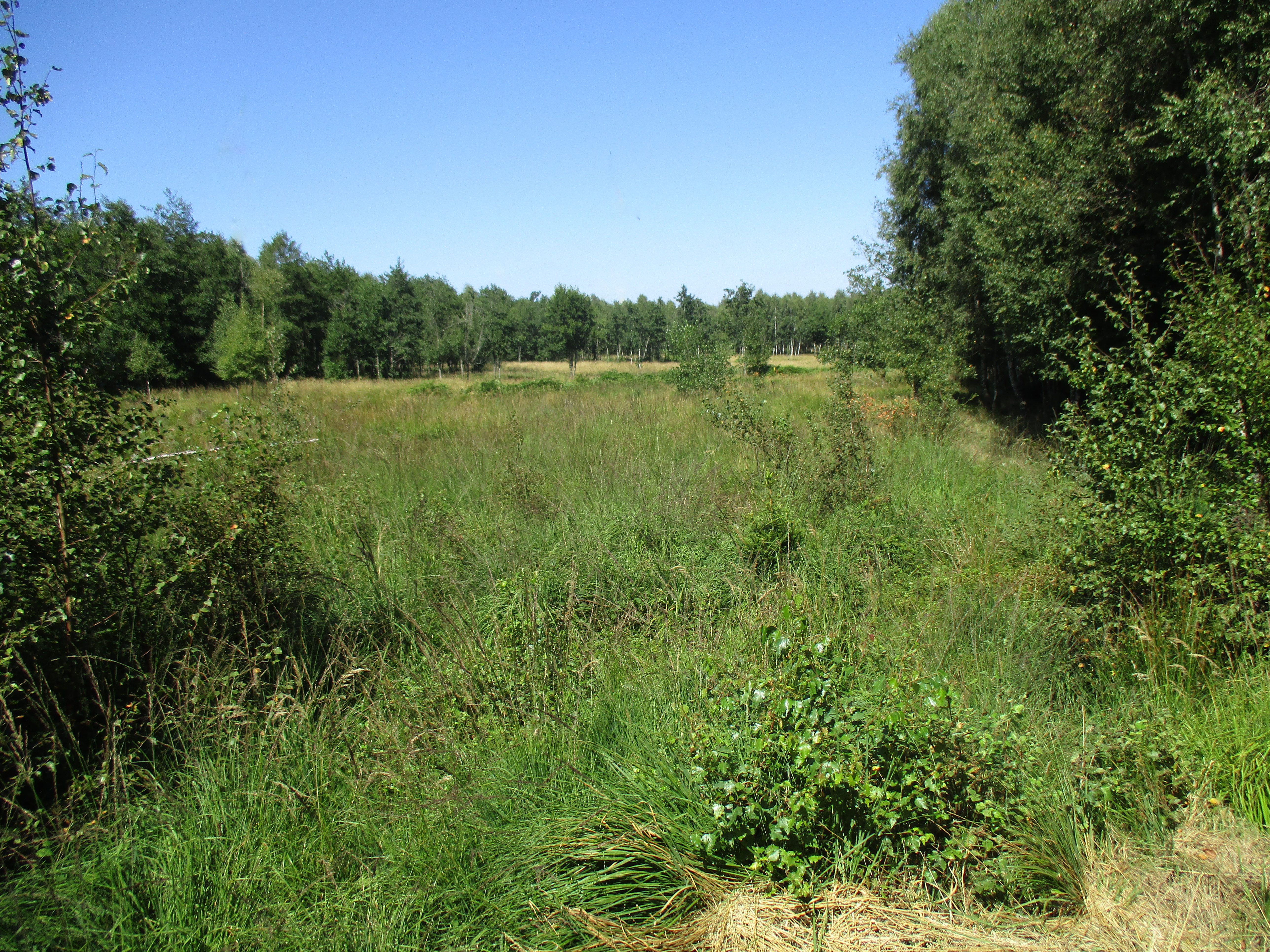

Das etwa 71,5 ha große Gebiet wurde im Jahr 2010 unter der Schlüsselnummer DN-068 unter Naturschutz gestellt. Schutzziele sind
- der Erhalt und die Optimierung eines naturnahen Mittelgebirgsbaches vor allem für den Biotopverbund sowie als typisches Landschaftselement der Rureifel,
- die Entwicklung eines von Nadelholz dominierten, quelligen Waldgebietes zu größerer Naturnähe durch Erhöhung des Anteils bodenständiger Baumarten und
- die Erhaltung und Optimierung der Erlen- und Moorbirken-Bestände sowie Erhaltung der Buchen-Althölzer.[3]